# Kuźnica Sulikowska
Kuźnica Sulikowska – część miasta Siewierz, w Polsce, położona w województwie śląskim, w powiecie będzińskim, nad Mitręgą.
Kuźnica Sulikowska ma charakter wiejski. Jest typową ulicówką o długości 2,2 km w linii prostej (ulica nazywa się Długa). Znajduje się w południowo-wschodniej części miasta, od którego jest fizycznie odizolowaną, a łączy ją z centrum niezabudowana droga na odcinku ok. 2 km. W zachodnim krańcu wsi, w miejscu gdzie ulica Długa styka się z główną ulicą Zagłębiowską odbiega jeszcze druga, krótsza, ulica Boczna. U wschodniego wierzchołka wsi, przy granicy miasta z kompleksem leśnym, znajduje się krzyż modlitewny.

## Historia
Kuźnica Sulikowska to dawna wieś. Do połowy XIX wieku wchodziła w skład gminy Olkusko-Siewierskiej. W 1864 roku w wyniku podziału terytorialnego gminy Olkusko-Siewierskiej utworzono gminę Sulików, do której Kuźnica Świętojańska należała do 1915 roku. W latach 1915–1927 należała do gminy Mierzęcice, a od 1 kwietnia 1928 do gminy Siewierz. W latach 1867–1926 wchodziła w skład powiatu będzińskiego, a od 1927 zawierciańskiego. W II RP przynależała do woj. kieleckiego. 4 listopada 1933 gminę Siewierz podzielono na sześć gromad. Wieś Kuźnica Sulikowska utworzyła gromadę o nazwie Kuźnica Sulikowska w gminie Siewierz.
Podczas II wojny światowej włączone do III Rzeszy. Po wojnie gmina Siewierz przez bardzo krótki czas zachowała przynależność administracyjną, lecz już 18 sierpnia 1945 roku została wraz z całym powiatem zawierciańskim przyłączone do woj. śląskiego.
W związku z reformą znoszącą gminy jesienią 1954 roku, Kuźnica Sulikowska weszła w skład nowej gromadę Sulików.
31 grudnia 1961 Kuźnicę Sulikowską wyłączono z gromady Sulików, włączając ją do osiedla Siewierz, w związku z czym Kuźnica Sulikowska utraciła swoją samodzielność. 18 lipca 1962 Siewierz otrzymał status miasta, przez co Kuźnica Sulikowska stała się obszarem miejskim.